# Comuna Probota, Iași
Probota este o comună în județul Iași, Moldova, România, formată din satele Bălteni, Perieni și Probota (reședința).

## Așezare
Comuna se află în nord-estul județului, la granița cu raionul Fălești din Republica Moldova, pe malul drept al râului Prut. Este traversată de șoseaua națională DN24C, care leagă Iașiul de Lipcani.

## Demografie
Componența etnică a comunei Probota
     Români (91,58%)
     Alte etnii (0,06%)
     Necunoscută (8,36%)
Componența confesională a comunei Probota
     Ortodocși (90,54%)
     Alte religii (1,01%)
     Necunoscută (8,45%)
Conform recensământului efectuat în 2021, populația comunei Probota se ridică la 3.277 de locuitori, în scădere față de recensământul anterior din 2011, când fuseseră înregistrați 3.479 de locuitori. Majoritatea locuitorilor sunt români (91,58%), iar pentru 8,36% nu se cunoaște apartenența etnică. Din punct de vedere confesional, majoritatea locuitorilor sunt ortodocși (90,54%), iar pentru 8,45% nu se cunoaște apartenența confesională.

## Politică și administrație
Comuna Probota este administrată de un primar și un consiliu local compus din 13 consilieri. Primarul, Constantin Zamisnicu[*], de la Partidul Național Liberal, este în funcție din 2016. Începând cu alegerile locale din 2024, consiliul local are următoarea componență pe partide politice:
|  | Partid                          | Consilieri | Componența Consiliului | Componența Consiliului | Componența Consiliului | Componența Consiliului | Componența Consiliului | Componența Consiliului | Componența Consiliului | Componența Consiliului | Componența Consiliului |
|  | ------------------------------- | ---------- | ---------------------- | ---------------------- | ---------------------- | ---------------------- | ---------------------- | ---------------------- | ---------------------- | ---------------------- | ---------------------- |
|  | Partidul Național Liberal       | 9          |                        |                        |                        |                        |                        |                        |                        |                        |                        |
|  | Partidul Social Democrat        | 2          |                        |                        |                        |                        |                        |                        |                        |                        |                        |
|  | Uniunea Salvați România         | 1          |                        |                        |                        |                        |                        |                        |                        |                        |                        |
|  | Alianța pentru Unirea Românilor | 1          |                        |                        |                        |                        |                        |                        |                        |                        |                        |

## Istorie
La sfârșitul secolului al XIX-lea, comuna nu exista, satele ei fiind incluse în comuna Cârniceni din plasa Turia a județului Iași. Comuna a apărut după al Doilea Război Mondial în cadrul raionului Iași din regiunea Iași. În 1968, comuna a trecut la județul Iași, reînființat.